# Grigorowitsch DG-55
Die Grigorowitsch DG-55 (russisch Григорович ДГ-55, auch Grigorowitsch E-2, Є-2) war ein zweisitziges, zweimotoriges Tiefdecker-Sportflugzeug sowjetischer Herkunft.

## Aufbau
Die Maschine ähnelte in ihrer Auslegung und Bauweise der De Havilland DH.88 Comet. Die Maschine wurde aus Holz gebaut und verfügte über ein manuelles Heckrad-Einziehfahrwerk sowie über Landeklappen. Die Motoren befanden sich wie bei der DH.88 an den Tragflächenvorderkanten in Verkleidungen, die auch die Hauptfahrwerke aufnahmen.
Die Konstruktion diente nur zur Überprüfung einiger grundsätzlicher Auslegungen für ein langstreckentaugliches leichtes Sportflugzeug. Nach der Fertigstellung und dem Erstflug im Jahr 1935 wurde die Maschine an die OSSOAWIACHIM abgegeben, die sie für Kurierflüge nutzte.

## Technische Daten
| Kenngröße             | Daten                                      |
| --------------------- | ------------------------------------------ |
| Besatzung             | 2                                          |
| Länge                 | 7,9 m                                      |
| Spannweite            | 11,00 m                                    |
| Flügelfläche          | 13,80 m²                                   |
| Flügelstreckung       | 8,8                                        |
| Leermasse             | 1051 kg                                    |
| Startmasse            | 1546 kg                                    |
| Triebwerke            | 2 × Vierzylinder-Reihenmotor Cirrus Hermes |
| Leistung              | je 88 kW (120 PS)                          |
| Höchstgeschwindigkeit | 296 km/h                                   |
| Landegeschwindigkeit  | 102 km/h                                   |
| Dienstgipfelhöhe      | 5000 m                                     |
| Reichweite            | 2200 km                                    |